# Gene Allison
Gene Allison (* 29. August 1934 in Pegram, Tennessee; † 28. Februar 2004 in Nashville, Tennessee) war ein US-amerikanischer Gospel- und R&B-Sänger.

## Leben
Allison kam mit seiner Familie im Alter von sieben Jahren nach Nashville, wo er mit seinem Bruder Laveert im örtlichen Gospelchor sang. Noch zu seiner Highschool-Zeit wurde er für das Quartett The Fairfield Four engagiert; später traf er Produzent Ted Jarrett und wechselte zum säkularen Liedgut über. 1957 hatte er so mit "You Can Make It If You Try" einen ersten Hit, der Platz 37 der Billboard Pop Charts erreichte. In den R&B-Charts erreichte der Titel Platz 14. Mit Have Faith und Everything Will Be Alright folgten im Jahre 1958 zwei weitere Hits.
Dieser Erfolg ermöglichte ihm, ein Restaurant zu eröffnen, das er mit seiner Familie bis zum Lebensende führte. Er starb an Leber- und Nierenversagen in Nashville.

## Diskografie

### Alben
- 1959: Gene Allison

### Singles
| Jahr | Titel Album                             | Höchstplatzierung, Gesamtwochen, AuszeichnungChartplatzierungen (Jahr, Titel, Album, Platzierungen, Wochen, Auszeichnungen, Anmerkungen) | Höchstplatzierung, Gesamtwochen, AuszeichnungChartplatzierungen (Jahr, Titel, Album, Platzierungen, Wochen, Auszeichnungen, Anmerkungen) | Anmerkungen |
| Jahr | Titel Album                             | US | R&B | Anmerkungen |
| ---- | --------------------------------------- | --- | --- | ----------- |
| 1958 | You Can Make It If You Try Gene Allison | US37 (17 Wo.)US | R&B3 (… Wo.)R&B |             |
| 1958 | Everything Will Be Alright Gene Allison | — | R&B19 (6 Wo.)R&B |             |
| 1958 | Have Faith Gene Allison                 | US73 (6 Wo.)US | R&B11 (… Wo.)R&B |             |